# Berberis aristata
Espèce
Berberis aristata est un arbuste qui fait partie de la famille des Berbéridacées, genre Berberis. Ce genre comprend environ 500 espèces de buissons caducs et persistants des zones tempérées et subtropicales d'Asie, d'Europe et d'Amérique.  B. aristata est originaire de l'Inde himalayenne et du Népal ; on le trouve également à l'état sauvage dans les zones humides du Sri Lanka.

## Morphologie
Berberis aristata est un arbuste érigé épineux de deux à trois mètres de haut. C'est une plante ligneuse dont l’écorce est jaune à brun à l'extérieur et jaune vif à l'intérieur.  
Les branches sont très épineuses, les épines sortant par trois au niveau de chaque nœud d'où sortent également les feuilles par groupes de 5 à 8, d'une longueur d'environ 5 centimètres et larges de 2 centimètres. Les feuilles sont vert foncé sur le dessus, vert clair sur le dessous.  Les feuilles sont simples, pennées, coriaces, épineuses, avec de quelques à de nombreuses épines tout le long du bord de la feuille.

## Fleurs et fruits

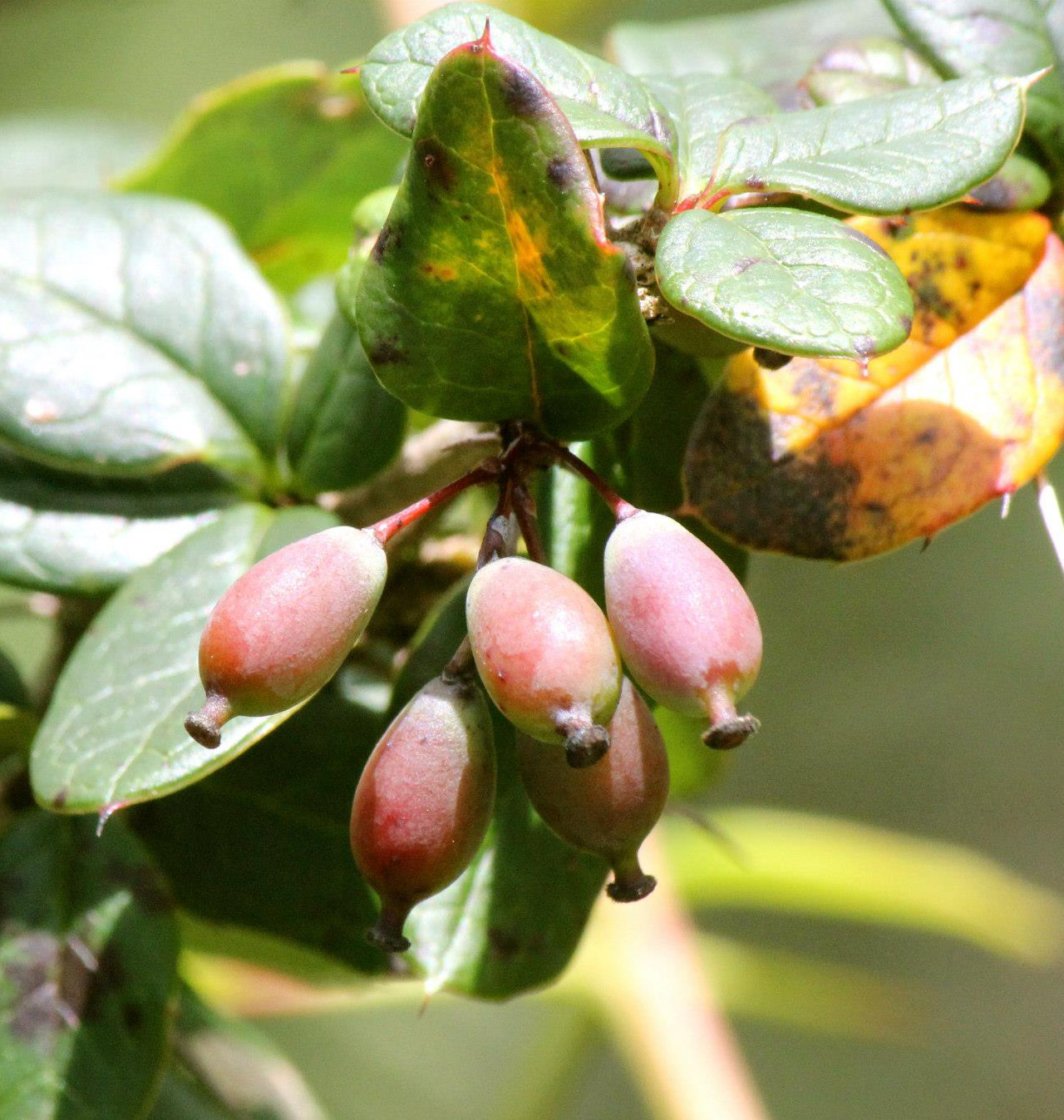
Berbéris aristata en fruits

La floraison commence à la mi-mars et dure jusqu'en fin avril . Les fleurs jaunes sont complètes et hermaphrodites. Le diamètre moyen d'une fleur pleinement épanouie est de 12,5 millimètres. Les fleurs sont organisées en racèmes avec de 11 à 16 fleurs par racème, arrangées le long d'une tige centrale.  La fleur est polysépale avec trois gros et trois petits sépales, et polypétale, avec six pétales au total. La structure reproductive mâle, est polyandre, elle est composée de six étamines, de 5 à 6 millimètres de long. La structure reproductive femelle, la gynécée, mesure 4 à 5 millimètres de long et est composée d'un ovaire large et d'un style court. La plante produit des grappes de baies charnues, acides, mais comestibles qui sont de couleur rouge vif et ont des propriétés médicinales. Les fruits commencent à mûrir à partir de la deuxième semaine de mai et continuent jusqu'en fin juin. Les baies font environ 7 millimètres de long, 4 millimètres de diamètre et pèsent environ 20 grammes.

## Utilisation
Les habitants des zones où ce Berbéris pousse à l'état sauvage consomment ses fruits, souvent comme dessert.  Ces fruits sont juteux et contiennent beaucoup de sucres et d'autres nutriments utiles qui leur permettent de compléter leur alimentation. Les tiges, les racines et les fruits possèdent des propriétés médicinales et sont utilisés dans de nombreux traitements ayurvédiques, tels que le traitement des problèmes urinaires. Les racines sont également utilisées pour faire une boisson alcoolisée.  La plante dans son ensemble est une bonne source de teinture et de tanin, utilisée pour teindre les vêtements et tanner le cuir,.

### Usage médicinal

structure chimique de la Berbérine

L'écorce racinaire contient de la  berbérine, de l'isoquinoline alkaloide.  La berbérine a des propriétés antibactériennes, antifongiques, antivirales et antioxydantes. Il se peut qu'elle ait des propriétés anti-inflammatoires, anti-tumorales et anti-diabétiques. Une université pour femmes en Inde, Sri Padmavati Mahila Visvavidyalayam (en) à Tirupati, a conduit une étude pour évaluer l'efficacité de la médecine ayurvédique et apporter des preuves scientifiques pour l'usage de Berberis aristata dans le traitement des troubles urinaires causés par les effets secondaires de l'utilisation de la cisplatine, un traitement chimiothérapique anti-cancer. La Cisplatine est connue pour provoquer de la néphrotoxicité qui est un dysfonctionnement ou une maladie rénale. En conclusion, les chercheurs ont trouvé que les effets secondaires dus à la cisplatine étaient contrebalancés par les propriétés antioxydantes d'une décoction d'écorce racinaire de Berberis aristata.
D'autres universités en Inde ont étudié les propriétés médicinales de Berberis aristata. Dans une étude scientifique sur l'action anti-diabétique de la plante, des rats diabétiques traités avec un extrait de racine ont montré une réduction significative de leur glycémie ; d'autre part, l'étude a également montré une augmentation significative du taux de cholestérol HDL (bon cholestérol). Des recherches supplémentaires devraient être conduites pour déterminer si les propriétés hypolipidémiques de la plante pourraient servir comme mécanisme de protection contre le développement de l'athérosclérose, qui est généralement associée au diabète .
Une préparation appelée rasaunt est élaborée à partir de cette plante. Le rasaunt est préparé en faisant bouillir l'écorce des racines et de la partie basse de la tige dans de l'eau. La solution est ensuite concentrée par évaporation jusqu'à obtention d'une pâte épaisse, le rasaunt. On le mélange soit avec du beurre et de l'alun, soit avec de l'opium et du jus de citron vert. C'est semble-t-il également un laxatif léger.

### Bibliographie

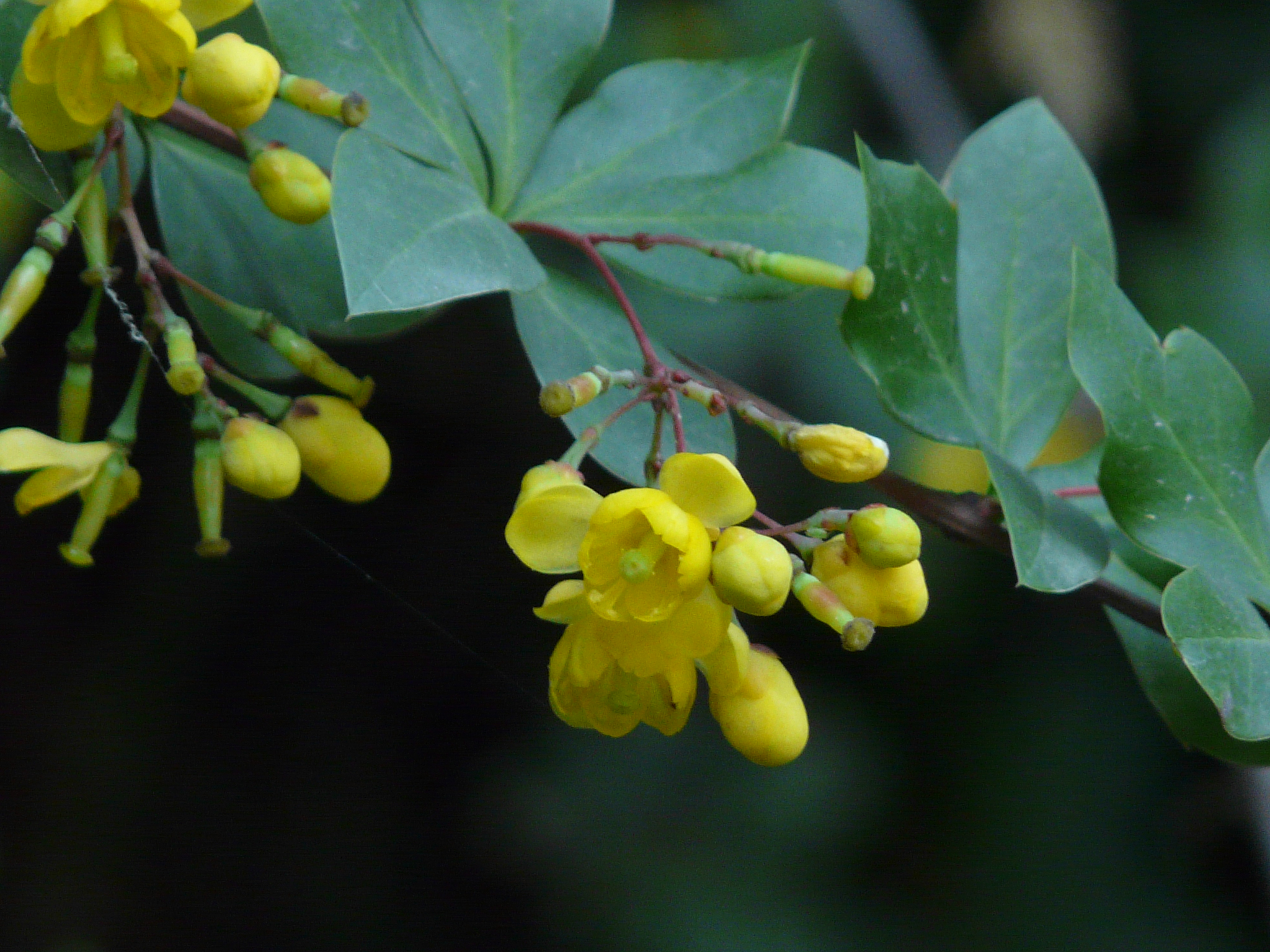
Fleurs de Berberis aristata